# Chen Gongbo
Chen Gongbo (19 de octubre de 1892-3 de junio de 1946) fue un político chino, conocido por haber sido miembro fundador del Partido Comunista de China, por su posterior papel en el Kuomintang, y por su rol durante la Segunda Guerra Mundial como colaboracionista con Japón. Llegó a presidir el Gobierno nacionalista de Nankín al final de la contienda.

## Biografía
Hijo de un oficial del Ejército de la dinastía Qing descontento con el régimen imperial, Chen llegó a realizar estudios superiores en la prestigiosa Universidad de Pekín. Allí entró en contacto con el Movimiento del Cuatro de Mayo, que le influyó notablemente.
Fue uno de los miembros fundadores del Partido Comunista de China (PCCh) en Shanghái, aunque posteriormente se desilusionaría con la línea política del Partido y lo abandonaría. Marchó a los Estados Unidos, donde realizó un máster de Economía en la Universidad de Columbia. A su regreso a China, ingresó en el Kuomintang (KMT) en 1925, y pasó a trabajar para el nuevo gobierno: a partir de ese momento ocupó importantes puestos en la administración provincial de Cantón. 
Fue en esta época cuando Chen estableció estrechos lazos con Wang Jingwei, que para entonces lideraba al ala izquierdista del KMT. Tanto Wang como Chen llegarían a desarrollar una estrecha cooperación y amistad durante los siguientes años. Sin embargo, esto coincidió con la caída en desgracia de Wang y el ascenso de Chiang Kai-shek a la jefatura del Kuomintang. Chiang Kai-shek se aseguró de expulsar a ambos líderes del partido. Wang de hecho tuvo que exiliarse en Francia, por lo que Chen se ocupó de organizar y liderar a sus seguidores hasta que también él mismo se exilió.
A partir de 1932 Wang y Chen, sin embargo, decidieron cooperar con el gobierno de Chian Kai-shek. Entre 1932 y 1935 Chen fue Ministro de Industria en el gobierno que Wang Jingwei dirigió como Primer Ministro. Tras el comienzo de la segunda guerra sino-japonesa, Chen realizó un viaje por Europa para buscar apoyo internacional hacia China. Regresó en 1938 y pasó a dirigir la sección del Kuomintang en Sichuan. En esta época siguió colaborando con Wang, incluso cuando a finales de año éste se trasladó a Hanói, en la entonces Indochina francesa, y anunció un plan de paz con los japoneses. 
Chen se retiró a Hong Kong, donde permaneció retirado hasta que en marzo de 1940 se unió al nuevo Gobierno nacionalista de Nankín — bajo tutela japonesa — que presidía Wang Jingwei. Durante los siguientes cuatro años ocupó el cargo de alcalde de Shanghái y jefe del Yuan Legislativo del régimen de Nankín. A la muerte de Wang Jingwei a finales de 1944 éste sería sucedido por Chen como "Presidente de la República de China", aunque el poder real en realidad era detentado por Zhou Fohai. Tras la rendición japonesa en agosto de 1945, Chen Gongbo se trasladó a Japón. No obstante, poco después sería deportado a China. 
Fue juzgado por alta traición, condenado a muerte y ejecutado en Suzhou en 1946.